# Bengt Samuelson

För liknande namn, se Bengt Samuelsson (olika betydelser).  
Bengt Arne Thorsten Samuelson, född 7 februari 1945, är en svensk översättare från i första hand ryska och i mindre utsträckning från polska, franska, engelska och tyska. Bland författare han översatt märks Daniil Charms, fyra böcker av Michail Bulgakov och fjorton av Fjodor Dostojevskij.
Bengt Samuelson är gift med Elena Alekseevna Samuelson, född 1951, som han även översatt tillsammans med.

## Översättningar (urval)
- 1974 – Olgierd Budrewicz: Polen för nybörjare (Polska dla początkujących) (Warszawa: Interpress)
- 1983 – Daniil Charms: Konsten är ett skåp (urval, översättning och förord av Bengt Samuelson) (AWE/Geber)
- 1984 – [under pseudonym Karin Isacsson] Alexander Solsjenitsyn: Det röda hjulet. Andra knuten, Oktober 16, Vol. 1 (Oktjabr šestnadcatogo) (Wahlström & Widstrand)
- 1985 – [under pseudonym David Stockmann] Alexander Solsjenitsyn: Det röda hjulet. Andra knuten, Oktober 16, Vol. 2 (Oktjabr šestnadcatogo) (Wahlström & Widstrand)
- 1988 – Alexander Solsjenitsyn: Det röda hjulet. Tredje knuten, Mars 17, Vol. 1 (Mart semnadcatogo) (Wahlström & Widstrand)
- 1991 – Osip Mandelstam: Resan till Armenien (Putešestvie v Armeniju) (Alfabeta)
- 1995 – Jurij Tynjanov: Petersburgsnoveller: Fänrik Arne. Unge Vitiusjisjnikov (Podporučik Kiže. Maloletnyj Vitiušišnikov) (Renässans)
- 1996 – Arkadij Avertjenko: Rent ryskt. Två dussin historier (ellerströms)
- 2002 – Vladimir Majakovskij: Ett moln i byxor (Oblako v štanach) (Bakhåll)
- 2009 – Tatjana Voltskaja: Tröstdroppar (ellerströms)
- 2011 – Marina Tsvetajeva: I skuggan av ett krig: möten och samtal 1917-1919 (översatt tillsammans med Elena Samuelson) (ellerströms)
- 2012 – Ilja Ilf – Jevgenij Petrov: Tolv stolar (Dvenadtsat' stul'jev) (Akvilon)
- 2016 – Charles Dickens: En julsaga (A Christmas Carol) (Bakhåll)
- 2017 – Antoine de Saint-Exupéry: Lille prinsen (Le Petit Prince) (Bakhåll)
- 2019 – Hermann Hesse: Kurgästen (Der Kurgast) (Bakhåll)

## Priser och utmärkelser
- 1989 – De Nios översättarpris
- 2007 – Elsa Thulins översättarpris